# Strychnos xantha
Strychnos xantha är en tvåhjärtbladig växtart som beskrevs av Leeuwenb.. Strychnos xantha ingår i släktet Strychnos och familjen Loganiaceae. Inga underarter finns listade i Catalogue of Life.